# Weingut Burggarten
Das Weingut Burggarten befindet sich im Bad Neuenahr-Ahrweiler Ortsteil Heppingen im unteren Teil des Weinbaugebiets Ahr im Ahrtal in Rheinland-Pfalz. Das Weingut ist Mitglied im Verband Deutscher Prädikats- und Qualitätsweingüter.

## Geschichte
Das Weingut Burggarten wurde 1898 gegründet und befindet sich vierten Generation in Familienbesitz der Familie Schäfer. 2018 haben Paul Michael und sein Bruder Heiko Schäfer den elterlichen Betrieb übernommen. Paul Michael Schäfer ist Kellermeister, während sich sein Bruder um die Trauben in den Weinberger kümmert. Der Name leitet sich von der in unmittelbarer Nähe liegenden Weinlage Burggarten unterhalb der Landskrone ab. Das Weingut Burggarten wurde als siebtes Mitglied der Ahrwinzer in den Verband Deutscher Prädikats- und Qualitätsweingüter aufgenommen.

## Lagen und Rebsorten
Das Weingut bewirtschaftet überwiegend steile Weinbergslagen an der Ahr. Diese sind durch ihre hohen Schieferwände und den hohen Schiefer-Anteil in den Böden geprägt. Diese speichern tagsüber Wärme und bieten den Reben so ein bevorzugtes Klima. Das Weingut bewirtschaftet Rebflächen von 18,00 Hektar. Angebaut wird hauptsächlich ahrtypischer Rotwein mit den Rebsorten Spätburgunder und Frühburgunder, als auch Weißwein wie Grauburgunder und Weißburgunder.
Hauptlagen:
- Alte Lay in Walporzheim
- Walporzheimer Kräuterberg
- Bad Neuenahrer Sonnenberg
- Burggarten bei Heimersheim

## Auszeichnungen
- Der kleine Johnson drei Sterne (2025)[4]
- Falstaff Weinguide vier von 5 Sternen (2025)[5]